# Iryna Malovichko
Iryna Malovichko (en ucraniano: Ірина Маловiчко, Odesa, 6 de diciembre de 1993) es una deportista ucraniana que compite en tiro, en la modalidad de tiro al plato.
Ganó una medalla de plata en el Campeonato Mundial de Tiro de 2023, en la prueba de skeet mixto. Participó en los Juegos Olímpicos de Tokio 2020, ocupando el octavo lugar en la prueba de skeet.

## Palmarés internacional
| Campeonato Mundial | Campeonato Mundial | Campeonato Mundial | Campeonato Mundial |
| Año                | Lugar              | Medalla            | Prueba             |
| ------------------ | ------------------ | ------------------ | ------------------ |
| 2023               | Bakú (Azerbaiyán)  | Medalla de plata   | Skeet mixto        |